# Oxyrrhynchium kiusiuensis
Oxyrrhynchium kiusiuensis là một loài Rêu trong họ Brachytheciaceae. Loài này được (Dixon & Thér.) Sakurai mô tả khoa học đầu tiên năm 1954.